# پوستیمیر
پوستیمیر (به چکی: Pustiměř) یک منطقهٔ مسکونی در جمهوری چک است که در ناحیه ویشکوو واقع شده‌است. پوستیمیر ۱۲٫۵۲ کیلومتر مربع مساحت و ۱٬۶۳۰ نفر جمعیت دارد و ۲۸۸ متر بالاتر از سطح دریا واقع شده‌است.